# ラスティハーツ
『RUSTY HEARTS』（ラスティハーツ）は韓国のStairway Gamesが開発したオンラインゲーム。ジャンルはMOアクションゲーム。基本プレイ無料（アイテム課金制）。今までに韓国・北米・日本・中国においてサービスが行われている（日本でのサービスは終了済）。

## ゲーム内容
プレイヤーは4人の基本キャラクターから使うキャラクターを選ぶ。
- フランツ・クルーガー（剣と斧を使う）
- アンジェラ・ストラウゼント（魔法剣と鎌）
- チュード・ラオドゥ（ガントレットとクロー）
- ナターシャ・ボルカ（リボルバーとマスケット）

また以下の追加キャラクターがある。
- ローゼル・ベルゼリウス（戦闘スタイルはフランツと同じ）
- メイリン・チェン（スタイルはチュードと同じ）
- エドガー・グロヴナー（スタイルはアンジェラと同じ）
- レイラ・ベルゼリウス（スタイルはフランツと同じ）
- イアン・シュヴァイツァー（スタイルはナターシャと同じ）

基本キャラクターおよび追加キャラクターの一部は英語版では名前が異なっている。

## 開発
北米では2011年7月からのクローズドβを経て同9月にサービスを開始。
日本ではセガが2012年に、日本国内のライセンスを取得した。セガ運営は日本ならではの要望を韓国側の開発に要求し、韓国版での実装を経て日本を含む全世界版へとフィードバックさせることを志向していた。2012年11月のクローズドβ、12月のオープンβを経て同12月に正式サービス開始。2013年7月のアップデートの際、難易度が大幅に上昇。その後韓国のパブリッシャーであったWindy Softが会社更生手続きに入り、継続的なアップデートが望めなくなった事を理由に、2014年3月にサービスを終了した。
北米版は2014年9月にサービス終了。